# Код ідентифікації смоли

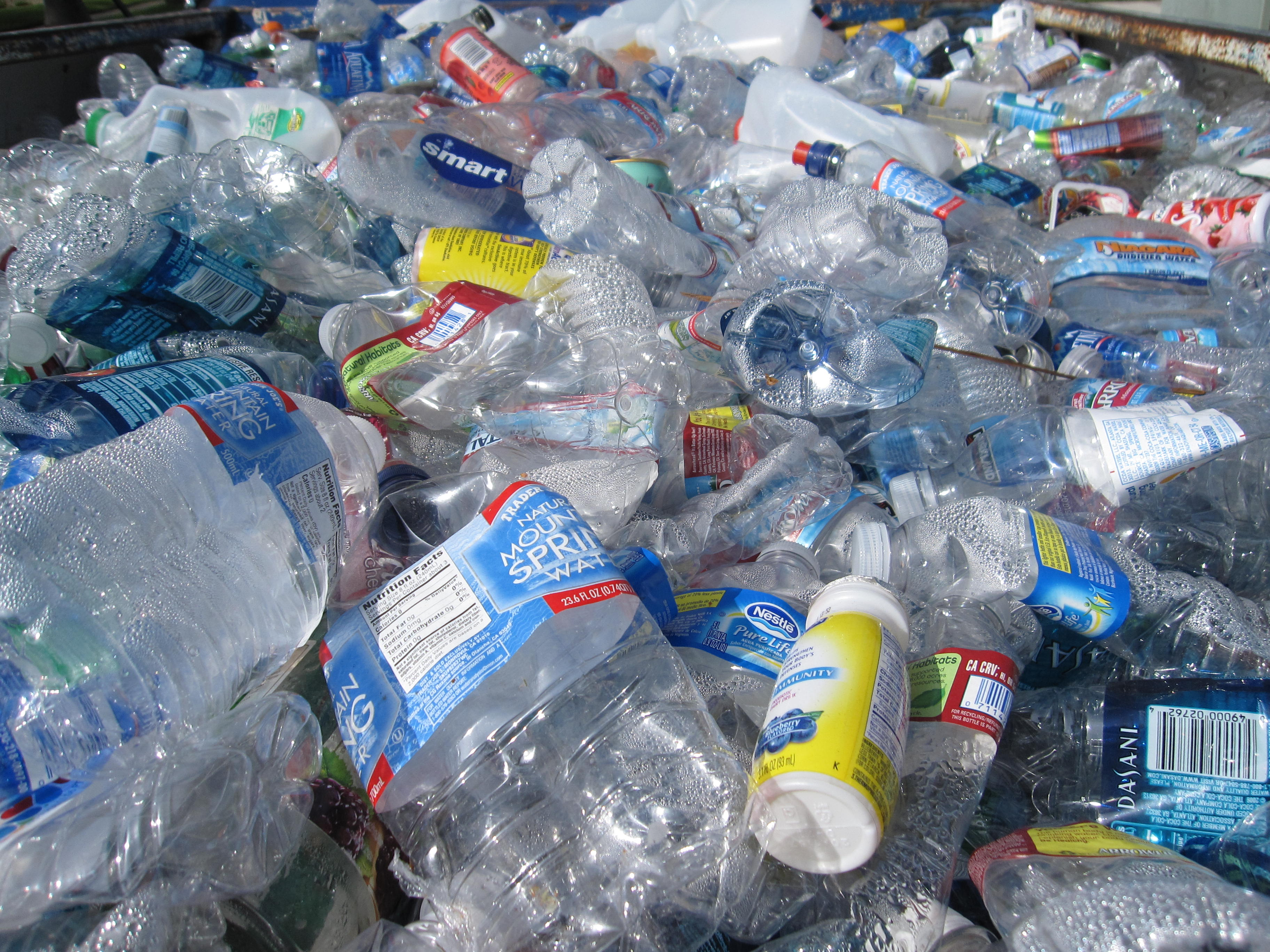
Сортовані побутові пластмасові відходи в очікуванні вивезення на переробку.

SPI система кодування ідентифікації смоли (resin identification codes, RIC) — вид кодів переробки для пластиків, міжнародно використовуваний набір символів на пластмасі для визначення типу полімеру, розроблений Товариством індустрії пластмас (SPI) Канади в 1988 році. Основне призначення — ефективне розділення різних типів полімерів для переробки. 
Логотипом системи кодування є Стрічка Мебіуса з трикутно розташованих стрілок, що символізують безвідходний ланцюг використання ресурсів. Цифра у центрі трикутника позначає тип пластику, іноді нижче поданий абревіатурно. 
| Символ | Ідентифікатор матеріалу (ISO 1043) | Назва пластику                                                                                            | Виготовлені предмети та матеріали | Безпечність використання                                                                             | Переробність                                                                        |
| ------ | ---------------------------------- | --- | --- | --- | ----------------------------------------------------------------------------------- |
|        | #1 PET(E)                          | Поліетилентерефталат (ПЕТ, поліестер, дакрон, майлар, лавсан)                                             | М'які пляшки для безалкогольних напоїв: води, соків (PET-пляшки), блістерні упакування, оббивка, кіно-, фото-, аеро- і рентгенплівки. Поліестерові волокна.             | Небезпечні для харчового використання при тривалому контакті, пораплянні світла, нагріванні          | Спалювання недопустиме: при горінні утворюються отруйні гази. Переробка ПЕТ-пляшок. |
|        | #2 PEHD або HDPE                   | Поліетилен високої щільності                                                                              | Пластикові пляшки (напр., для молочної продукції), пластикові пакети, напівжорстке пакування, фляги, сміттєві баки, імітація дерева, водо- та газопровідні труби, фляг. | Вважається безпечними для харчового використання.                                                    |                                                                                     |
|        | #3 PVC, PCW (ПВХ)                  | Полівінілхлорид (ПВХ)                                                                                     | Пляшки для хімікатів, мийних засобів, віконні рами, жалюзі, покриття для підлоги, труби, садові меблі, презервативи для людей з алергією на латекс.                     | Потенційно небезпечний для харчового використання: може містити діоксини, бісфенол А, ртуть, кадмій. |                                                                                     |
|        | #4 PELD (LDPE)                     | Поліетилен низької щільності                                                                              | Пластикові пакети, мішки для сміття, пляшки з-під мила, асептична упаковка, плівка, відра, пластикові туби, брезенти, гнучкі ємності.                                   | Вважається безпечними для харчового використання.                                                    |                                                                                     |
|        | #5 PP                              | Поліпропілен                                                                                              | Більшість харчової тари тривалого використання, іграшки, бампери, внутрішня оббивка автосалонів, промислові волокна                                                     | Вважається безпечними для харчового використання.                                                    |                                                                                     |
|        | #6 PS                              | Полістирен (Полістирол)                                                                                   | Пакування харчових продуктів, столових приладь і посуду, вграшки, квіткові горщики, відеокасети, попільнички, коробки CD, плити теплоізоляції будівель                  | Потенційно небезпечний, особливо при горінні: містить стирол                                         |                                                                                     |
|        | #7 O(ther) (Інше)                  | Всі інші пластмаси, котрі не можуть бути включені в попередні групи. Переважно полікарбонат. Поліуретани. | Полікарбонат: тверді прозорі вироби | Полікарбонат не токсичний для середовища, але може містити бісфенол А                                |                                                                                     |
|        | #9 і #ABS                          | Акрилонітрил бутадієн стиролу                                                                             | Корпуси моніторів і телевізорів, кавоварки, стільникові телефони, більшість комп'ютерного пластику                                                                      | |                                                                                     |